# Heilig-Kreuz-Kirche (Zweibrücken)

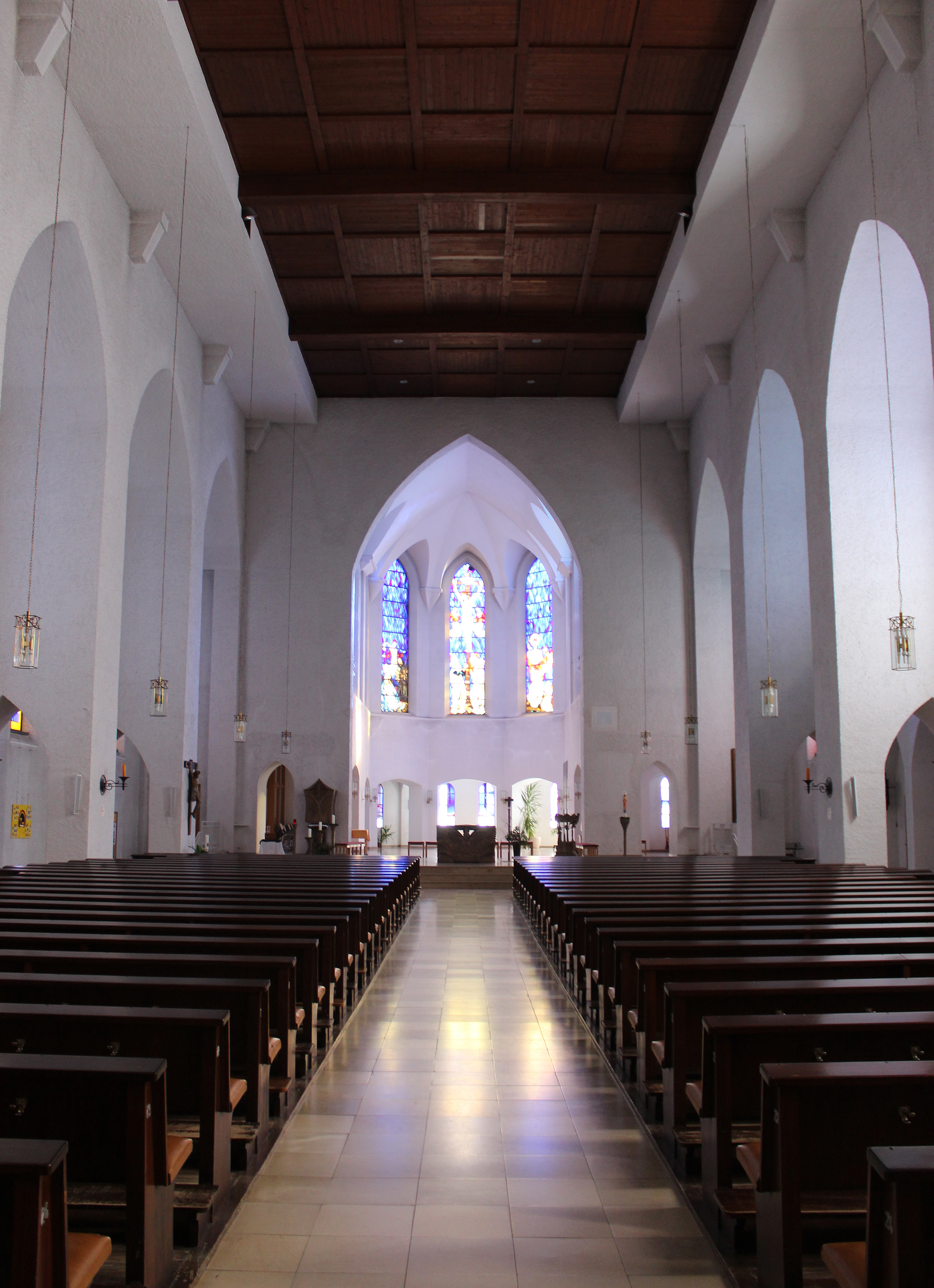
Blick ins Innere der Kirche

Die Heilig-Kreuz-Kirche ist eine katholische Pfarrkirche in Zweibrücken. Neben der Alexanderskirche (erbaut 1493–1510) und der Karlskirche (1708–1711) ist sie das baugeschichtlich drittälteste Kirchengebäude in der Innenstadt von Zweibrücken. Die Kirche ist im Verzeichnis der Kulturdenkmäler der Kreisfreien Stadt Zweibrücken aufgeführt.

## Gebäude
Das Gebäude wurde in den Jahren 1869 bis 1879 nach Plänen von Franz Jakob Schmitt aus Mainz als kreuzförmige Hallenkirche mit Vierungsturm im Stil der Neugotik erbaut. Gegen Ende des Zweiten Weltkriegs wurde die Kirche am 14. März 1945 bei einem Bombenangriff zerstört. Nur Teile der Außenwände blieben stehen. Auf den alten Fundamenten wurde das Gotteshaus 1949/50 als flachgedeckter Wandpfeilersaal wieder errichtet und dabei um 16 Meter nach Westen verlängert. Für den Entwurf des Wiederaufbaus zeichnete Albert Boßlet verantwortlich. Am 17. September 1950 erfolgte die Einweihung der neuen Kirche. Ein markantes Merkmal ist der freistehende Glockenturm mit Pyramidendach aus dem Jahr 1959.
Die Liturgiereform des Zweiten Vatikanischen Konzils, die sich in der Folge auch auf die Innenraumgestaltung der Kirchen auswirkte, führte 1987/88 zu einer umfassenden Umgestaltung des Innenraums. Der Altarraum, in dessen Mitte der Altar platziert wurde, erfuhr eine Erweiterung hin zur Gemeinde. Seitenaltäre, Kommunionbank und Kanzel wurden ganz aus der Kirche entfernt. Als weitere Umgestaltungsmaßnahme wurde der noch erhaltene Chorumgang der im Krieg zerstörten Kirche zum Altarraum hin geöffnet und so in den Kirchenraum miteinbezogen.

## Ausstattung
Zur Ausstattung der Kirche gehört u. a. ein Kruzifix aus der Mitte des 18. Jahrhunderts und ein Gemälde der auf den Wolken thronenden Maria, geschaffen 1821 von Johann Christian von Mannlich.
Weitere Ausstattungsgegenstände sind die von der Metallgießerei Becker (Pirmasens) gegossenen Altar und Ambo, die von der Dominikanerin Burghildis Roth (Landstuhl) entworfen wurden, und deren letzten größeren Werke darstellen. Der Tabernakel und das Taufbecken in der rechts vom Chor gelegenen Taufkapelle stammen von Helmut Schollenberger (Speyer). Der Kreuzweg an der rechten Seitenwand wurde von Dr. Christoph Legner (Zweibrücken) geschaffen. Noch aus der kriegszerstörten Kirche stammen ein Sandsteinrelief mit König David und drei Statuen, die sich im rückwärtigen Teil des linken Seitengangs befinden.
Die drei mittleren Chorfenster sind Werke der Firma Münchner Glaskunst aus dem Jahr 1950 und zeigen die Geburt Jesu, die Kreuzigung Jesu mit Maria und Johannes und die Auferstehung Jesu. Joachim Dorn (Nürnberg) entwarf die übrigen Fenster im Chor, sowie diejenigen im Chorumgang und Kirchenschiff. Die Firma Glaskunst Herbold (Karlsruhe) zeichnete für die Ausführung verantwortlich.

## Orgel

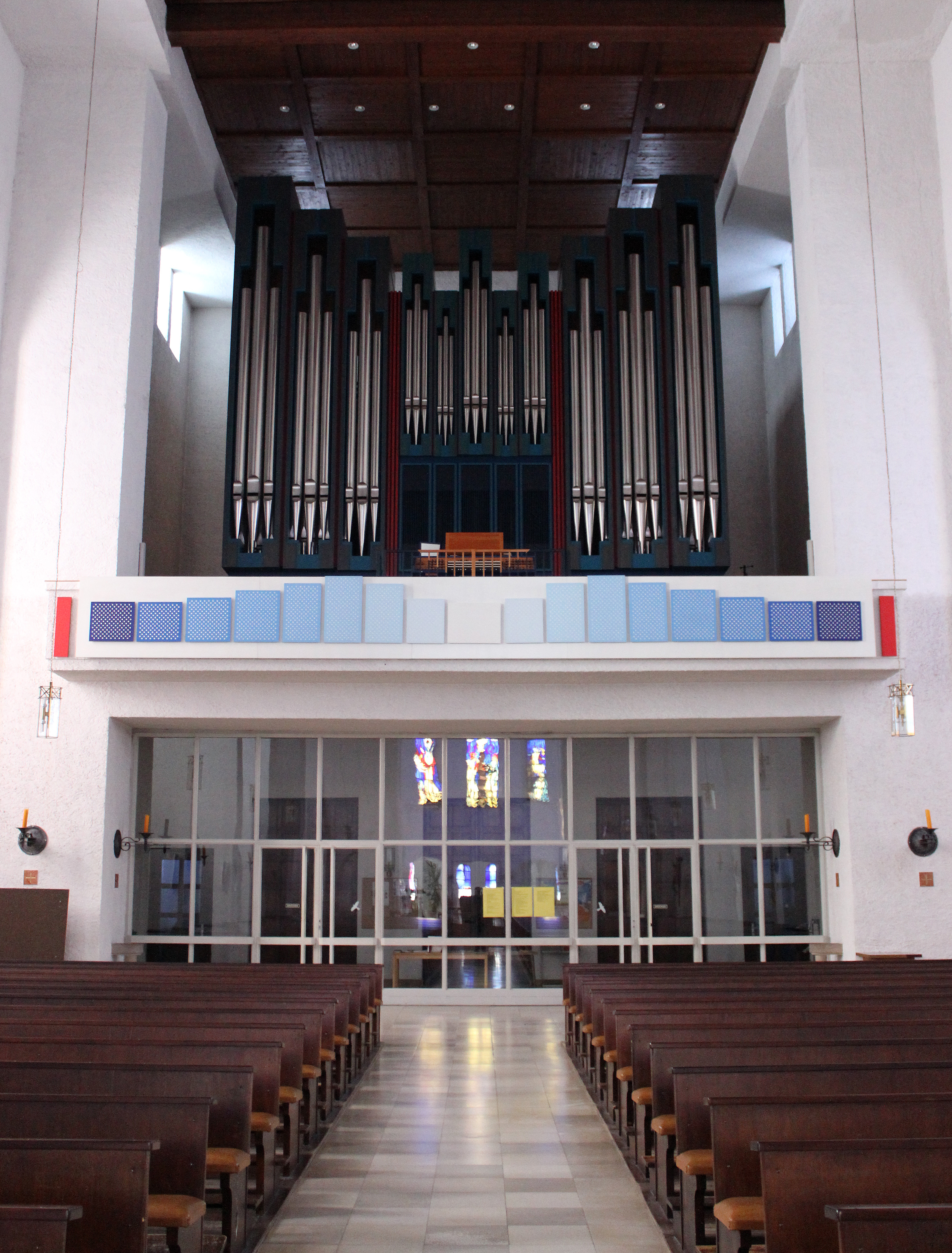
Die Rieger-Orgel von 1995

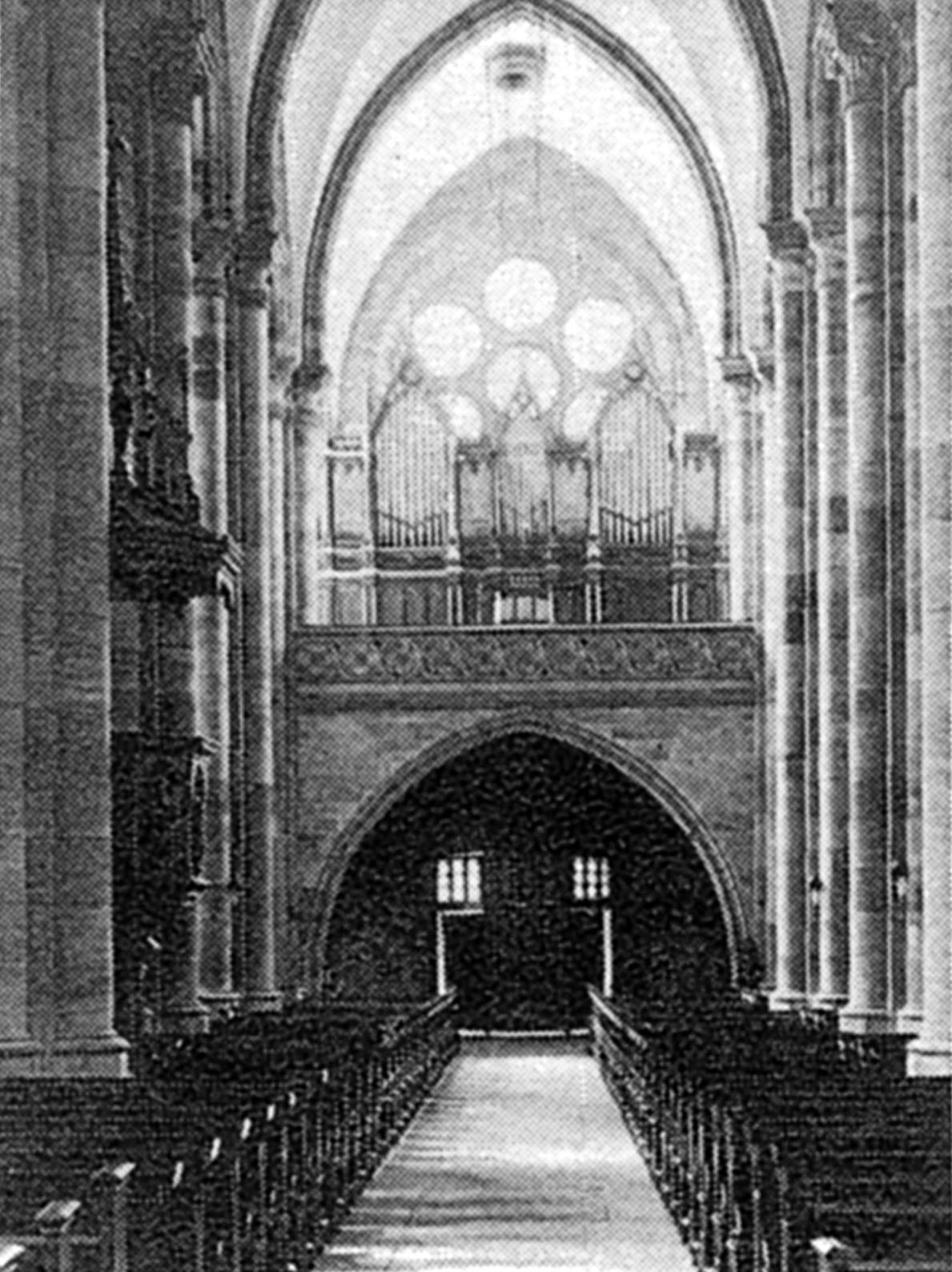
Die Voit-Orgel von 1879

In einer früheren Zweibrücker Kirche muss bereits 1479 eine Orgel vorhanden gewesen sein, als Kaplan Johann für die Hofkapelle den Orgler Stephan bestellte.
1783 kam die 1732 von Roman Benedikt Nollet für die Wendalinusbasilika in St. Wendel erbaute Orgel in die Klosterkirche der Homburger Franziskaner. Nach der Französischen Revolution wurde sie 1793 in die katholische Kirche Zweibrücken transferiert. Sie besaß 22 Register auf zwei Manualen und Pedal.
Nachdem der Kirchenneubau 1879 vollendet war, unterbreitete die Firma L. Voit & Söhne am 14. Januar desselben Jahres ein Angebot zum Bau eines Orgelwerks mit 24 Registern auf zwei Manualen. Der siebenteilige Prospekt war im neogotischen Stil gestaltet. Am 17. Juli 1911 gab die königliche Regierung ihre Zustimmung zur Erweiterung des Instruments auf 43 Register auf nunmehr drei Manualen. Im Jahr 1913 erhielt die Orgel ein von H. Voit & Söhne beauftragtes Gehäuse der Gebrüder Moroder. Mit der Kirche wurde beim Luftangriff am 14. März 1945 auch diese Orgel vernichtet.
Nach dem Wiederaufbau und Weihe der Kirche 1950 besaß der neue Kirchenbau zunächst keine Orgel. Durch die großzügige Spende eines Zweibrücker Kaufmannes konnte jedoch bald mit den Planungen für eine Orgel begonnen werden und schon im August 1951 lag ein Angebot der Firma Gebr. Späth Orgelbau vor. Als Opus 574 war 1952 der erste Bauabschnitt mit 13 Registern beendet. 1955 folgte der zweite Bauabschnitt, wodurch die Orgel auf 47 Register bei drei Manualen vergrößert wurde; sie enthielt unter anderem ein sog. Rückpositiv und ein Schwellwerk für romantische Orgelmusik. Am 30. Januar 1957 wurde sie geweiht. Die Orgelabnahme im Januar 1957 erfolgte durch Ludwig Doerr. Der Bau auf elektropneumatischer Kegelladen erwies sich jedoch als äußert störanfällig und schon zu Beginn der 1980er Jahre zeigten sich deutlich technische Mängel.
1991 entschied sich die Gemeinde der österreichischen Firma Rieger Orgelbau den Neubau einer Orgel zum Preis von 900.000 DM anzuvertrauen. 1994 erklang am Tag des Kirchenpatroziniums die Späth-Orgel ein letztes Mal; ein Teil des Pfeifenwerks wurde in einer katholischen und einer evangelischen Kirche in Coswig bei Dresden wiederverwertet. Die Rieger-Orgel wurde am 26. März 1995 geweiht. Sie verfügt über 44 Register (3.003 Pfeifen) auf drei Manualen:
| I Hauptwerk C–a3 |                 |       |
| 1.               | Bordun          | 16′   |
| 2.               | Principal       | 8′    |
| 3.               | Holzflöte       | 8′    |
| 4.               | Octav           | 4′    |
| 5.               | Nachthorn       | 4′    |
| 6.               | Quinte          | 2 ⁄3′ |
| 7.               | Superoctav      | 2′    |
| 8.               | Mixtur V        | 1 ⁄3′ |
| 9.               | Cornet V (ab g) | 8′    |
| 10.              | Trompete        | 8′    |

| II Schwell-Positiv C–a3 |             |       |
| 11.                     | Rohrflöte   | 8′    |
| 12.                     | Salicional  | 8′    |
| 13.                     | Principal   | 4′    |
| 14.                     | Blockflöte  | 4′    |
| 15.                     | Sesquialter | 2 ⁄3′ |
| 16.                     | Octav       | 2′    |
| 17.                     | Quinte      | 1 ⁄3′ |
| 18.                     | Trompete    | 8′    |
| 19.                     | Krummhorn   | 8′    |
|                         | Tremulant   |       |

| III Schwellwerk C–a3 |                      |        |
| 20.                  | Principal            | 8′     |
| 21.                  | Metallgedackt        | 8′     |
| 22.                  | Gamba                | 8′     |
| 23.                  | Vox Coelestis        | 8′     |
| 24.                  | Octav                | 4′     |
| 25.                  | Traversflöte         | 4′     |
| 26.                  | Nasard               | 2 ⁄3′  |
| 27.                  | Octavin              | 2′     |
| 28.                  | Terz                 | 1 3⁄5′ |
| 29.                  | Sifflet              | 1′     |
| 30.                  | Plein Jeu            | 2 ⁄3′  |
| 31.                  | Fagott               | 16′    |
| 32.                  | Trompette Harmonique | 8′     |
| 33.                  | Hautbois             | 8′     |
| 34.                  | Clairon              | 4′     |
| 35.                  | Voix Humaine         | 8′     |
|                      | Tremulant            |        |

| Pedal C–g1 |               |         |
| 36.        | Principal     | 16′     |
| 37.        | Subbaß        | 16′     |
| 38.        | Quinte        | 10 2⁄3′ |
| 39.        | Octav         | 8′      |
| 40.        | Gemshorn      | 8′      |
| 41.        | Choralbaß     | 4′      |
| 42.        | Hintersatz IV | 2 ⁄3′   |
| 43.        | Posaune       | 16′     |
| 44.        | Trompete      | 8′      |

- Koppeln: II/I, III/I, III/II, I/P, II/P, III/P.
- Spielhilfen: 12 Generalkombinationen auf 16 Ebenen, 4 Crecendi (1 Standard, 3 freie), Ab.

## Glocken
Im freistehenden Turm hängen sechs Glocken. Sie wurden alle im Jahr 1959 vom Glockengießer Hermann Hamm in Frankenthal gegossen. Montiert wurde das Glockengeläut erst ein Jahr später. Die größte Glocke ist nur an hohen Feiertagen, zusammen mit den anderen Glocken, zu hören.
Eine Besonderheit dieses Geläutes ist, dass es das letzte Geläut von Hermann Hamm war, bevor er seine pfälzische Glockengusstradition beendete.
| Nr. | Name              | Nominal (16tel) | Gussjahr | Gießer, Gussort           | Gewicht (kg) | Durchmesser (cm) |
| 1   | Heilig Kreuz      | c1 ±0           | 1959     | Hermann Hamm, Frankenthal | 1690         | 149,3            |
| 2   | St. Pirmin        | es1 +2          | 1959     | Hermann Hamm, Frankenthal | 1000         | 124,6            |
| 3   | St. Georg         | f1 +2           | 1959     | Hermann Hamm, Frankenthal | 898          | 111,5            |
| 4   | Heilige Maria     | g1 +4           | 1959     | Hermann Hamm, Frankenthal | 615          | 102,5            |
| 5   | Heilige Magdalena | b1 +4           | 1959     | Hermann Hamm, Frankenthal | 414          | 80,8             |
| 6   | St. Josef         | c2 +4           | 1959     | Hermann Hamm, Frankenthal | 302          | 79,9             |

## Tonaufzeichnungen
- Gerhard Jentschke an der neuen Rieger-Orgel von Hl. Kreuz zu Zweibrücken. Orgelwerke von Reger, Karg-Elert, Peeters, Widor. 1998, IFO DD 00148 (CD)[7]
- Rendezvous mit Frankreich: Symphonische Orgelmusik aus Frankreich. Digitale Live-Mitschnitte aus den Konzertveranstaltungen der Internationalen Orgelfestwochen (IOF) 1996 bis 1998 im Rahmen des Kultursommers Rheinland-Pfalz. IFO CD 00 1999. „Freie Improvisation für Orgel und Perkussion“ mit Philippe Lefebvre, Frank Thomé und Jörg Fabig.